# Марія Давська

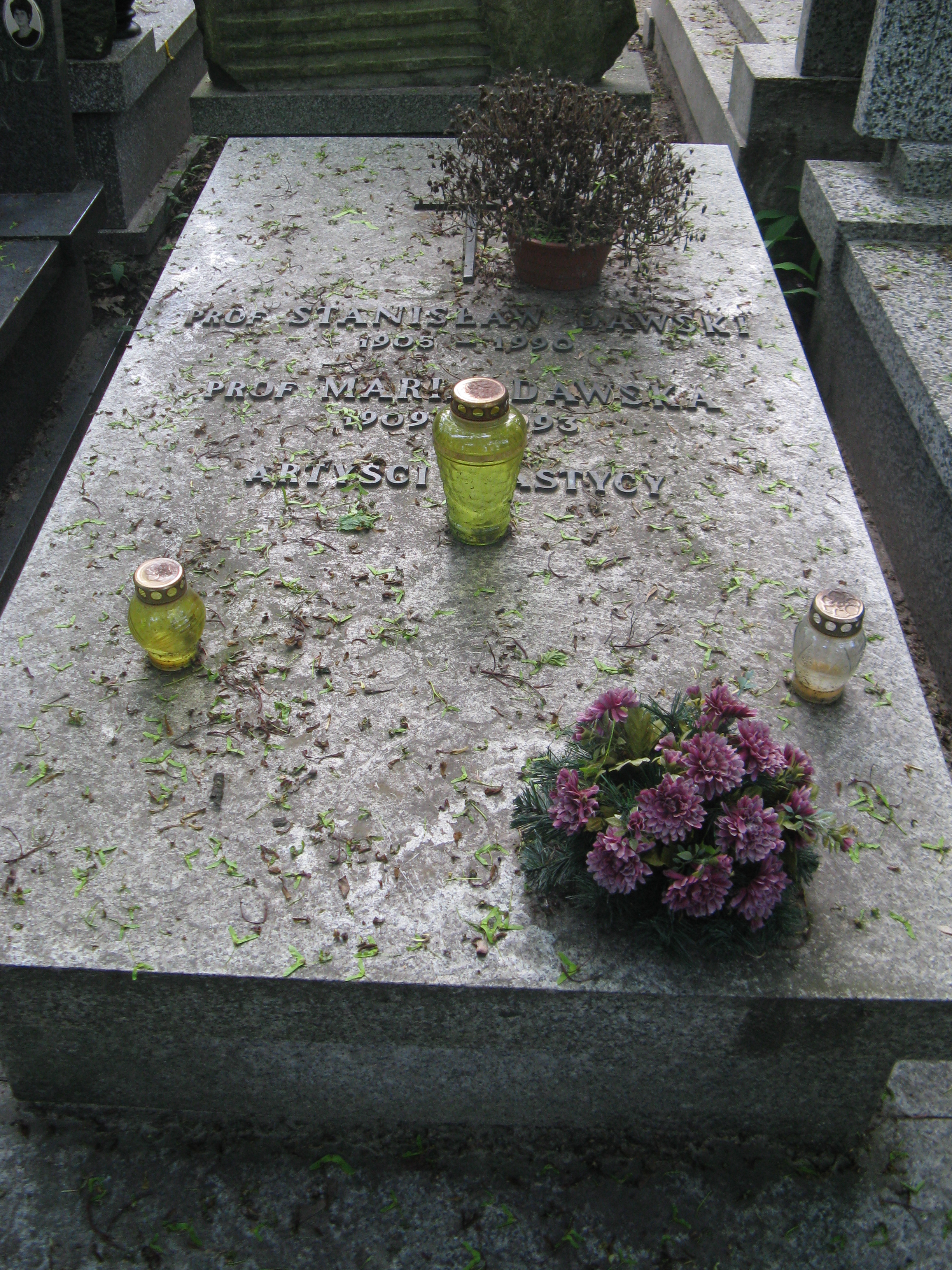
Могила Станіслава Давського та Марії Давської у військових Повозьках

Марія Давська (12 листопада 1909, Тлумач, Івано-Франківська обл. — 1993, Варшава, Польща) — польська художниця. З 1956 р. професорка живопису. Творчість у галузі станкового живопису та графічної майстерності.

## Життєпис
У 1928 році вона розпочала навчання в Академії образотворчих мистецтв ім. Яна Матейка у Кракові, де в 1933 році отримала диплом. Потім вона вивчала педагогіку та історію мистецтв у Львівському університеті імені Івана Франка. У 1933 р. засновниця (разом з Йонашем Стерном та У. Пшедвоєвським) художньої групи «Оріон» у Івано-Франківську (Станіславів на той час). Після війни була членом Асоціації польських художників і дизайнерів (АПХД) у Кракові. У 1947 році разом із чоловіком Станіславом Давським вона оселилася у Вроцлаві та влаштувалася на роботу в Державний коледж образотворчих мистецтв (нині Академія образотворчих мистецтв). З університетом була пов'язана до 1970 де була заступником декана факультету живопису (1951–1954), керівник загальних досліджень (1954–1958), декан факультету скла (1957–1967), завідувач кафедри живопису (1958–1970). Після нещасного випадку 1968 року влада переслідувала її чоловіка Станіслава Давського. Вона покинула Вроцлав і жила у Варшаві з 1969 року.
Вона була активною в Товаристві друзів дітей.
Натхненням для її роботи було спостереження за природою, включаючи елементи моря (цикли «Океанічні композиції», «Антарктичні композиції», «Фауна»), а також тривала співпраця з дітьми в Товаристві друзів дітей у Вроцлаві (серія «Розписані казки»). Вона займалася спортивною тематикою, брала участь та вигравала призи у національних олімпійських змаганнях у 1948 та 1956 роках. Після 1956 р. органічні, напів абстрактні, алюзійні форми її творчості наблизили її до сюрреалізму.

## Виставки
Основні індивідуальні виставки, серед яких:
- «Стимул/ Zachęta» — Варшава 1955,
- Сілезький музей — Вроцлав 1957,
- Будинок художника — Варшава 1967,
- Галерея «Zapiecek» — Варшава 1975.

Колективні виставки, серед яких:
- Виставка Асоціації польських художників і дизайнерів — Львів 1944,
- Національний весняний салон — Варшава 1946,
- «Салон дитини в Парижі» — Париж 1954,
- Сучасні польські графіки — Мілвокі 1963,
- Сучасні художники з Польща — Лондон 1960,
- Фестиваль польського сучасного живопису — Щецин 1968,
- «Дитина в живописі» — Париж, 1986.